# 아테나의 구 신전

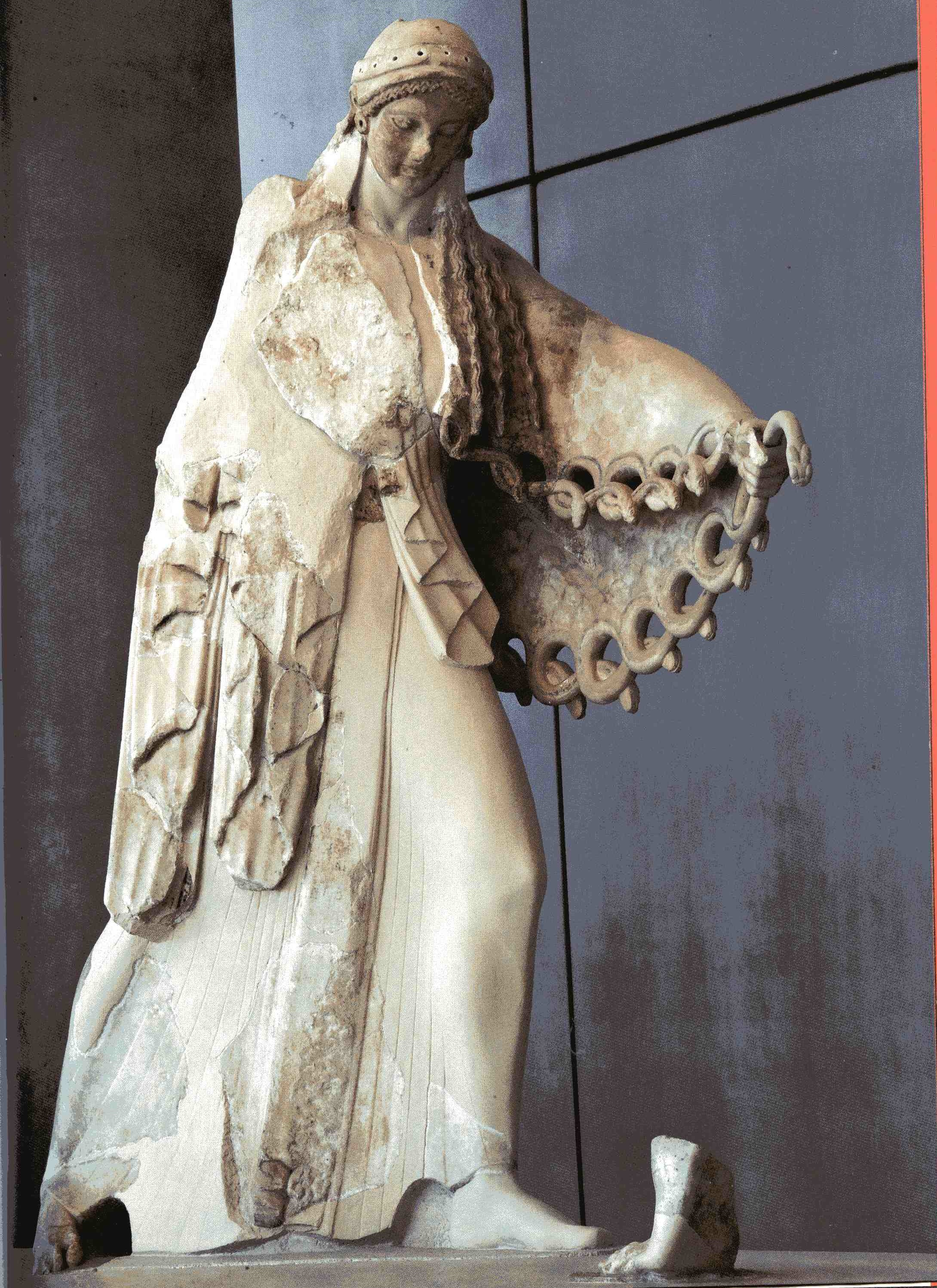
신전 박공 중앙의 아테나 상. 아크로폴리스 박물관 631

아테나의 구 신전 또는 아르카이오스 네오스 (고대 그리스어: Ἀρχαῖος Νεώς)는 아테네 아크로폴리스에 위치한 고대 그리스 석회암 도리아식 신전으로, 기원전 6세기 후반에 지어진 것으로 보이며, 아테나 폴리아스의 크소아논을 보관하고 있었다. 아테나에게 바쳐진 고대 신전의 존재는 오랫동안 문헌적 언급으로부터 추정되었으나, 1886년 에렉테이온과 파르테논 사이의 고지대 아래에서 대규모 건물 기초가 발견되면서 이를 확증하게 되었다. 후대 고전 시대에 이 신전이 아크로폴리스 중앙 테라스에 위치해 있었으며, 기원전 480년 페르시아 침공에서 불타버렸다는 것은 논란의 여지가 없지만, 이 신전의 성격, 이름, 재건 및 존속 기간에 대한 문제는 여전히 해결되지 않은 상태이다.

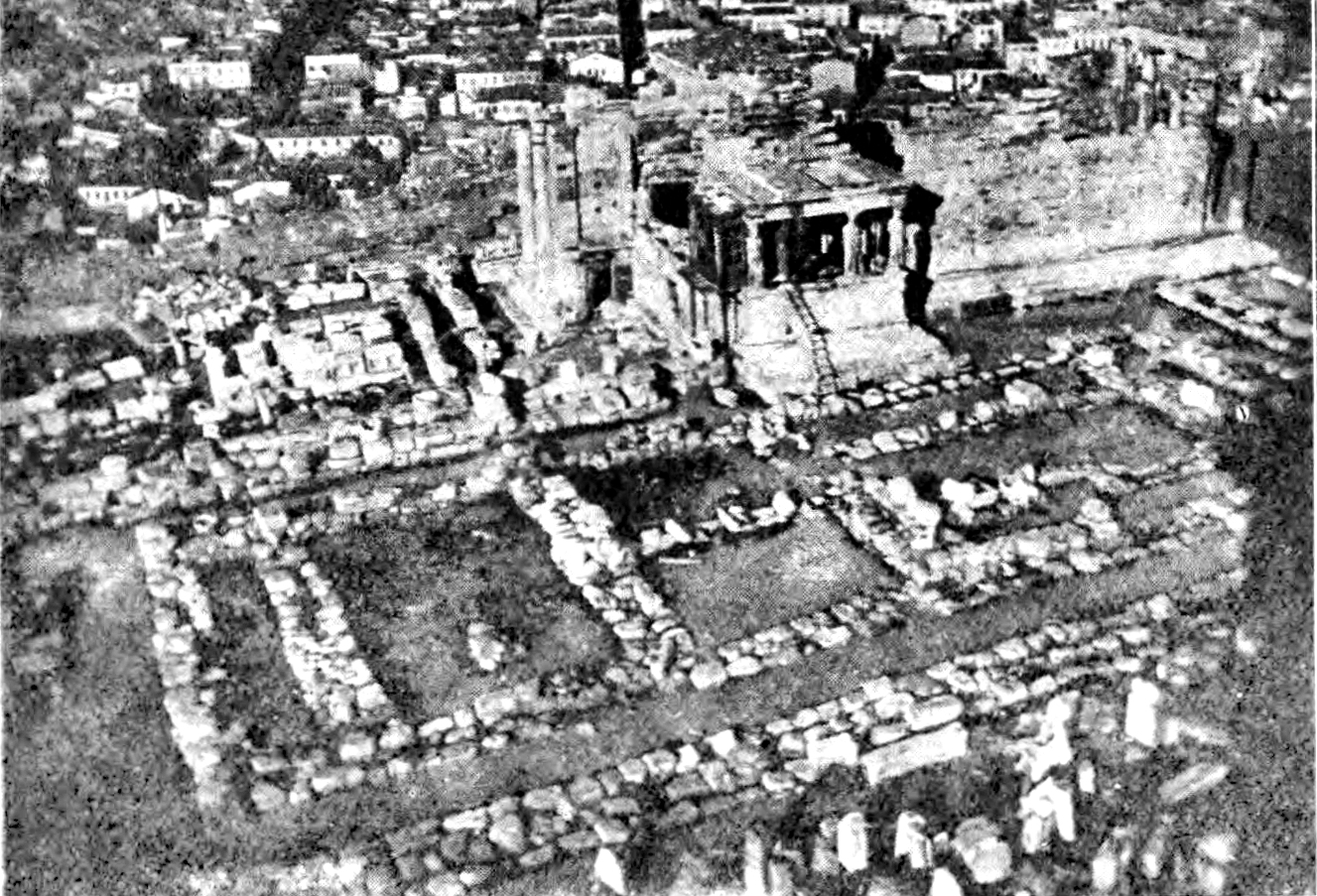
되르프펠트 기초의 신전. 에렉테이온 남쪽

1. ↑  이 건물은 에렉테이온과 함께 사용되는 '아테나 폴리아스 신전', '되르프펠드 기초 신전', '오피스토도모스', 그리고 논란이 있는 '블루비어드 신전' 등의 여러 명칭을 가지고 있다. 각 명칭은 신전이 위치하고 있던 시기와 장소에 대한 선입견을 불러일으킬 수 있으므로 주의가 필요하다. 별도의 언급이 없는 한, 우리는 이 신전이 되르프펠드 기초 위에 세워진 고졸기의 신전이라고 가정한다.
2. ↑  This temple is now usually dated to the last quarter of the sixth century: "about 529 B.C.," according to Dinsmoor, 1947, p. 117. About 520, for the pediments and sima, according to E. B. Harrison, Archaic and Archaistic Sculpture (Agora XI), p. 13. Or "After 510 BC, not in 520s" Childs, 1994, pp.1–6. Mid-6th C, Korres, 1997, pp. 218–243. 506, Hurwit, 1999, p.121. "now dated by most to ca. 500", Paga, 2012, p.176 n.31.